# Scafell Pike
Scafell Pike je s výškou 978 m n. m. nejvyšší hora Anglie. Leží na území národního parku Lake District v hrabství Cumbria na severu Anglie.

## Přístup
Nejčastější výstupová trasa vede od severního konce jezera Wastwater, ležícího západně od Scafell Pike, ve výšce 80 m n. m. U jezera stojí slavný horolezecký hotel Wasdale Head Inn, populární už ve viktoriánském období. Výstup z této strany je strmý, ale technicky jednoduchý.

## Three Peaks Challenge
Výstup na Scafell Pike je součástí výzvy Three Peaks Challenge, spočívající ve výstupu na 3 vrcholy jednotlivých britských zemí – skotský Ben Nevis (1344 m), anglický Scafell Pike (978 m) a velšský Snowdon (1085 m). Výstupové trasy jsou předepsané a pro splnění výzvy je třeba stihnout všechny 3 výstupy do 24 hodin, přičemž do tohoto času se započítávají i přesuny autem.

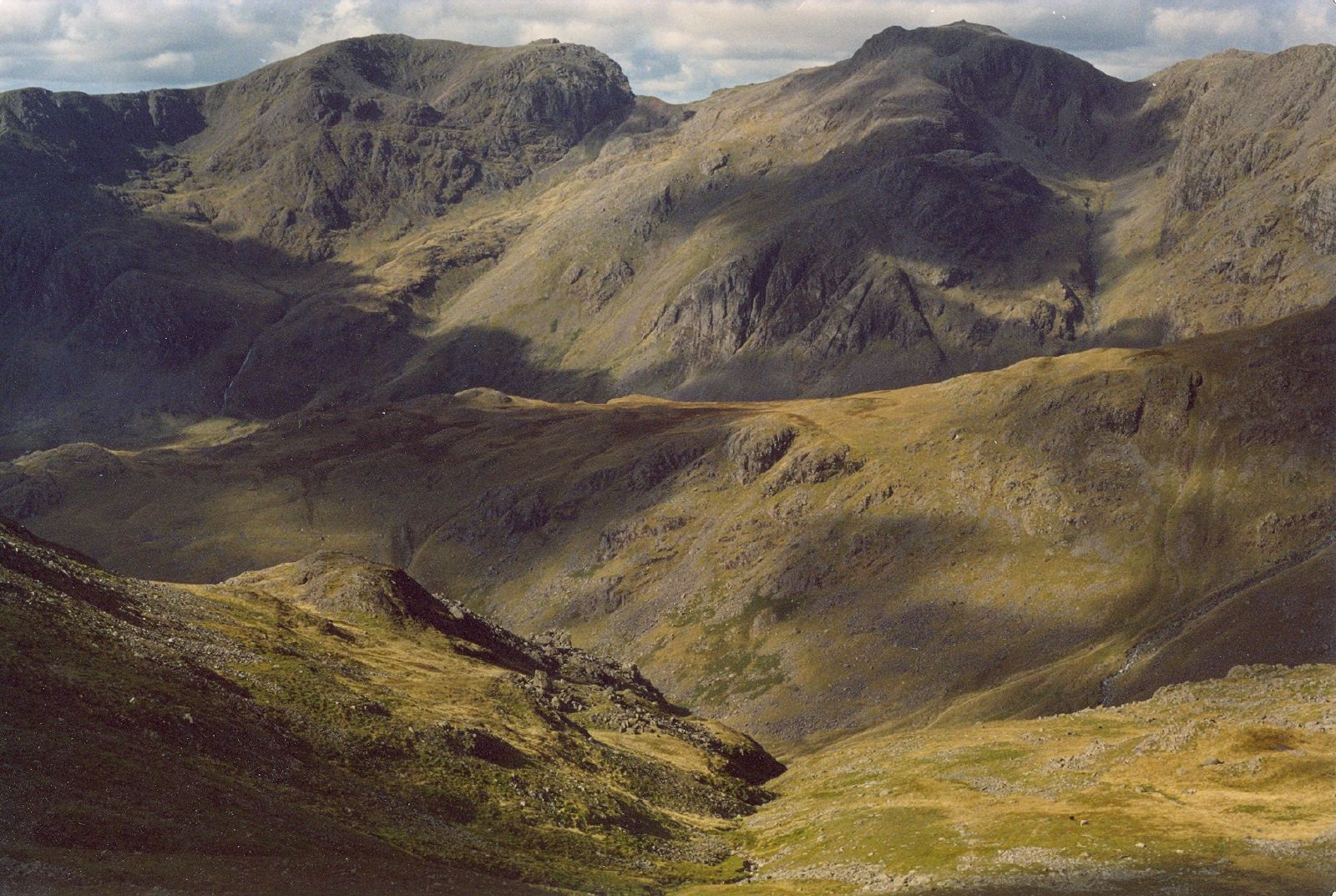
Masiv Scafell Pike z východu
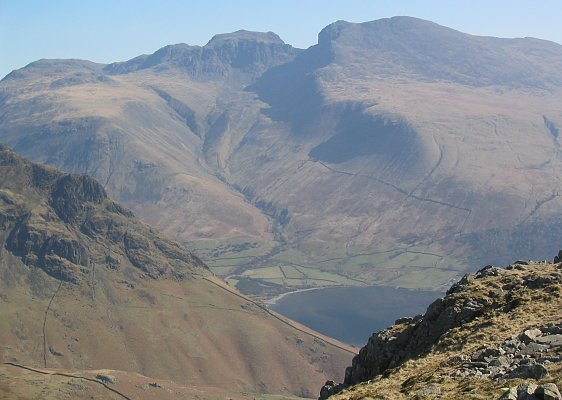
Scafell Pike za jezerem Wastwater
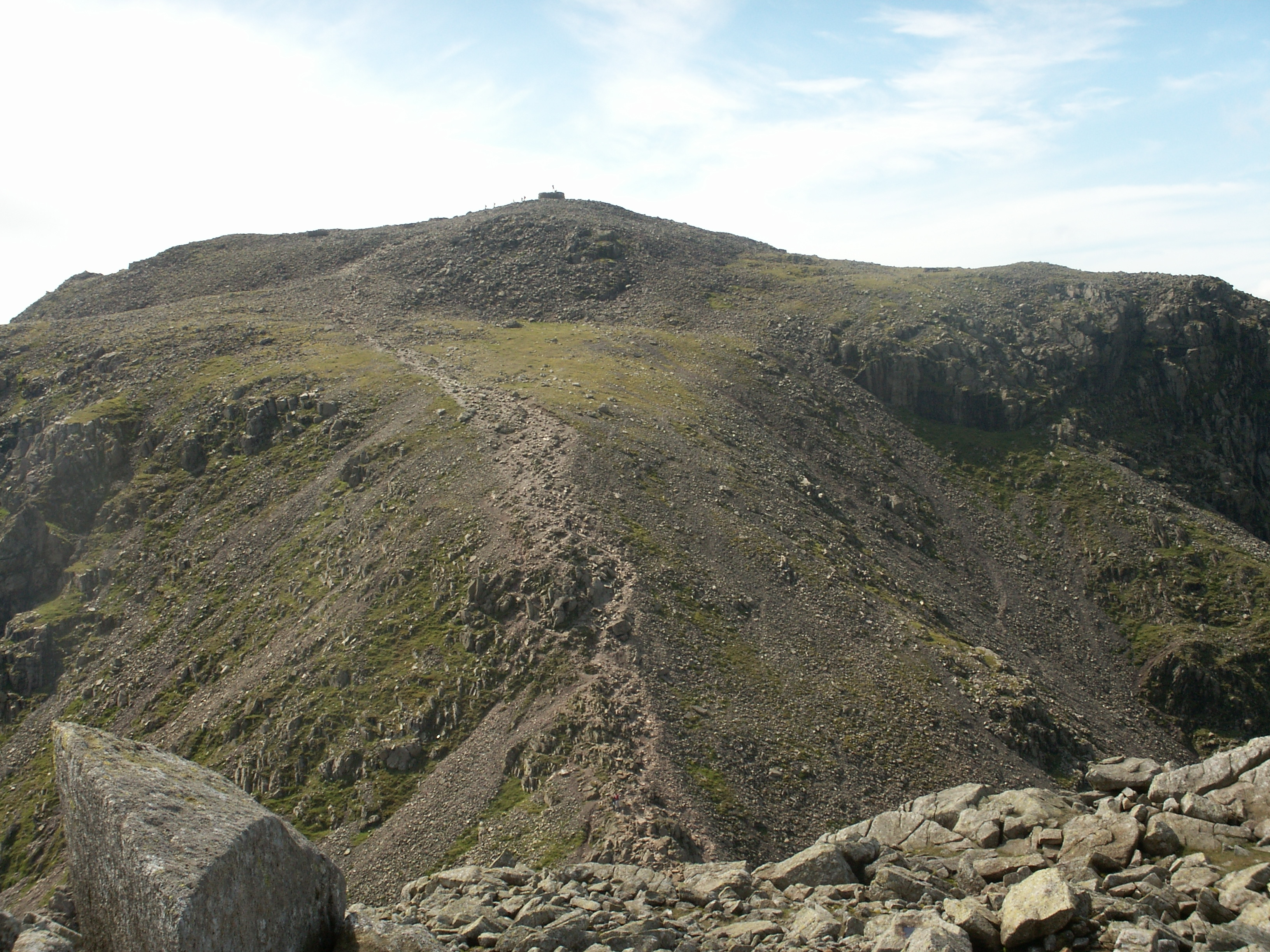
Vrchol ze severovýchodu